# Hinnkrusmossa
Hinnkrusmossa (Weissia brachycarpa) är en bladmossart som beskrevs av Juratzka 1882. Hinnkrusmossa ingår i släktet krusmossor, och familjen Pottiaceae. Enligt den finländska rödlistan är arten nära hotad i Finland. Arten är reproducerande i Sverige. Artens livsmiljö är diken. Inga underarter finns listade i Catalogue of Life.